# Resultados do Carnaval do Rio de Janeiro em 1938
Nesta página estão listados os resultados dos concursos de escolas de samba, ranchos carnavalescos, sociedades carnavalescas e blocos de repartições públicas do carnaval do Rio de Janeiro do ano de 1938. Os desfiles foram realizados entre os dias 27 de fevereiro e 1 de março de 1938.
União das Flores foi o campeão dos ranchos. Clube dos Democráticos conquistou o título do concurso das grandes sociedades. O Bloco Vae Por Nós, da Fábrica de Projéteis de Artilharia, venceu o concurso das repartições públicas. As escolas de samba desfilaram sob forte chuva, mas não foram avaliadas pois os julgadores não compareceram ao local do evento devido ao temporal.

## Escolas de samba
O desfile das escolas de samba do Rio de Janeiro de 1938 foi realizado no domingo, dia 27 de fevereiro do mesmo ano, na Praça Onze, sendo organizado pela União das Escolas de Samba (UES). Devido ao polêmico desfile da Vizinha Faladeira no ano anterior, no qual a escola desfilou com automóvel e cavalos, a UES decidiu modificar o regulamento do concurso. Foi proibida a utilização de carros alegóricos ou carretas, assim como foram proibidas "histórias internacionais em sonhos ou imaginação". O regulamento determinou que as escolas se apresentassem "de acordo com a música nacional".
As escolas desfilaram sob forte chuva, mas não foram avaliadas pois os julgadores não compareceram ao local do evento. A comissão julgadora seria formada por Domingos Rubin; Lourival Pereira; e Mário Domingues. Devido à forte chuva no momento do desfile, apenas Domingos Rubin compareceu mas, ao não encontrar os demais, aguardou trinta minutos e foi embora deixando um bilhete explicando a situação. Seriam avaliados os quesitos Samba; Harmonia; Bandeira; Enredo; Indumentária; Comissão de Frente; Fantasia de Mestre-Sala e Porta-Bandeira; e Iluminação do Préstito.
| Legenda: * Sem informação disponível |

| Ordem de desfile | Escola                          | Enredo              | Carnavalesco(a)  |
| ---------------- | ------------------------------- | ------------------- | ---------------- |
| 1                | Vizinha Faladeira               | *                   | *                |
| 2                | Fiquei Firme                    | *                   | *                |
| 3                | Última Hora                     | *                   | *                |
| 4                | Papagaio Linguarudo             | *                   | *                |
| 5                | União Barão da Gamboa           | *                   | *                |
| 6                | Cada Ano Sai Melhor             | *                   | *                |
| 7                | Unidos do Tuiuti                | *                   | *                |
| 8                | Mocidade Louca de São Cristóvão | *                   | *                |
| 9                | Paraíso do Grotão               | *                   | *                |
| 10               | União do Sampaio                | *                   | *                |
| 11               | Unidos da Mangueira             | *                   | *                |
| 12               | Modelo Unidos do Riachuelo      | *                   | *                |
| 13               | Filhos do Deserto               | *                   | *                |
| 14               | Estação Primeira de Mangueira   | Homenagem           | Armando Silva    |
| 15               | Unidos do Salgueiro             | *                   | *                |
| 16               | Deixa Malhar                    | *                   | *                |
| 17               | Azul e Branco do Salgueiro      | Dêem Asas ao Brasil | *                |
| 18               | Unidos da Tijuca                | *                   | *                |
| 19               | Depois Eu Digo                  | *                   | *                |
| 20               | União Parada de Lucas           | *                   | *                |
| 21               | União de Colégio                | *                   | *                |
| 22               | Recreio de Ramos                | *                   | *                |
| 23               | Não É o Que Dizem               | *                   | *                |
| 24               | Unidos da Capela                | *                   | *                |
| 25               | União Entre Nós                 | *                   | *                |
| 26               | Unidos de Cavalcante            | *                   | *                |
| 27               | União da Mocidade               | *                   | *                |
| 28               | Paraíso de Campo Grande         | *                   | *                |
| 29               | Baianinhas Brasileiras          | *                   | *                |
| 30               | Paz e Amor                      | *                   | *                |
| 31               | Na Hora É Que Se Vê             | *                   | *                |
| 32               | União de Madureira              | *                   | *                |
| 33               | Portela                         | Democracia no Samba | Paulo da Portela |
| 34               | Prazer da Serrinha              | *                   | *                |
| 35               | Corações Unidos de Jacarepaguá  | *                   | *                |
| 36               | Lira do Amor                    | *                   | *                |
| 37               | Rainha das Pretas               | *                   | *                |

## Blocos de repartições públicas
O Bloco Vae Por Nós, da Fábrica de Projéteis de Artilharia, venceu o concurso das repartições públicas de 1938. A comissão julgadora foi formada por Júlio Oliveira; Magalhães Correia e Mário Kanto.
| Col. | Bloco                                            |
| ---- | ------------------------------------------------ |
| 1    | Vae Por Nós (Fábrica de Projéteis de Artilharia) |
| 2    | Bloco dos Correios e Telégrafos                  |

## Ranchos carnavalescos
O desfile dos ranchos foi promovido pelo Jornal do Brasil e realizado na noite da segunda-feira, dia 28 de fevereiro de 1938, na Avenida Rio Branco.
| Ordem dos desfiles |
| 1. Quem São Eles? 2. Parasitas de Ramos 3. Rouxinol de Bangu 4. Decididos de Quintino 5. Caprichosos Unidos do Brasil 6. União das Flores 7. Última Hora 8. Destemidos da Caverna |

### Quesitos e julgadores
A comissão julgadora foi formada por: Magalhães Correa (professor da Escola de Belas Artes); Dr. Abadie Faria Rosa (teatrólogo); Modestino Kanto (escultor); Angelo Lasary (cenógrafo); e Julio de Oliveira (escritor).

### Classificação
A apuração do resultado foi realizada na quarta-feira, dia 2 de março de 1938, na sede do Jornal do Brasil. União das Flores foi o campeão.
| Col. | Rancho                       | Enredo                                      |
| ---- | ---------------------------- | ------------------------------------------- |
| 1    | União das Flores             | Osíris                                      |
| 2    | Última Hora                  | A História da Gata Borralheira              |
| 3    | Decididos de Quintino        | Geografia do Brasil                         |
| 4    | Quem São Eles?               | Homenagem aos Pioneiros do Carnaval Carioca |
| 5    | Destemidos da Caverna        | Glorificação de Himalaya                    |
| 6    | Rouxinol de Bangu            | Mosca Azul                                  |
| 7    | Caprichosos Unidos do Brasil | Apoteose do Amazonas                        |
| 8    | Parasitas de Ramos           | Libertação dos Escravos                     |

## Sociedades carnavalescas
O desfile das grandes sociedades foi realizado na noite da terça-feira de carnaval, dia 1 de março de 1938, na Avenida Rio Branco.
| Ordem dos desfiles                                                                                         |
| 1. Congresso dos Fenianos 2. Fenianos 3. Tenentes do Diabo 4. Pierrôs da Caverna 5. Clube dos Democráticos |

### Classificação
A apuração do resultado foi realizada na quarta-feira, dia 2 de março de 1938. Clube dos Democráticos foi o campeão.
| Col. | Sociedade              |
| ---- | ---------------------- |
| 1    | Clube dos Democráticos |
| 2    | Fenianos               |
| 2    | Tenentes do Diabo      |
| 3    | Pierrôs da Caverna     |
| 4    | Congresso dos Fenianos |